# Spaetzle-processing Enzyme
Das Spaetzle-Processing-Enzym (SPE) ist eine Protease aus der Fruchtfliege Drosophila melanogaster.

## Eigenschaften
Das Spaetzle-Processing-Enzym ist eine Endopeptidase und eine Serinprotease. Es spaltet das Protein Spaetzle in die aktive Form, wodurch der Toll-Rezeptor aktiviert wird. Das Spaetzle-Processing-Enzym wird selbst als Präprotein gebildet und durch Proteasen in die aktive Form gespalten. Nach Abspaltung des Signalpeptids (Aminosäuren 1–27) erfolgt ein weiterer Schnitt nach der Aminosäure 134. Die letzten beiden Fragmente bleiben jedoch aneinander als SPE leichte und schwere Kette verbunden.
Als Antwort auf Gram-positive Bakterien wird PGRP-SA und GNBP1 aktiviert und anschließend die Protease Grass, bevor das Spaetzle-Processing-Enzym aktiviert wird. Als Antwort auf Pilze wird die Protease Psh aktiviert, bevor das Spaetzle-Processing-Enzym aktiviert wird. Das Spaetzle-Processing-Enzym ist glykosyliert, bindet zweiwertige Calciumionen und besitzt Disulfidbrücken.